# Lobsang Palden Yeshe
Lobsang Palden Yeshe var den sjätte inkarnationen av Panchen Lama i Gelug-sekten i den tibetanska buddhismen.
Lobsang Pelden Yeshe var den äldre styvbrodern till den tionde Shamarpa Chödrub Gyatsho (tib.: chos grub rgya mtsho; 1741/1742–1793). Han var känd för sina skrifter och mycket intresserade av världsliga ting. Han identifierade den åttonde Dalai Lama och gav honom namnet Jamphel Gyatso.
På grund av att Dalai Lama ännu inte var myndig fick Lobsang Palden Yeshe en viktig utrikespolitisk roll. När Bhutans rājā invaderade Kutch Behar år 1772 hjälpte Lobsang Palden Yelde till med att sköta förhandlingarna mellan britterna och bhutaneserna. För att underlätta förhandlingarna sände den brittiske guvernören i Bengalen, Warren Hastings, den skotske diplomaten och äventyraren George Bogle till Panchen Lamas residens i Shigatse, där han befann sig åren 1774-1775 .Dessa kontakter lade grunden för täta kontakter mellan Panchen Lama och brittiska Indien.
Qianlong-kejsaren oroades av de täta kontakterna mellan tibetanerna och britterna, som han misstänkte ville lösrycka Tibet från Qing-imperiets beskydd. 1778 bjöd därför kejsaren Panchen Lama till Peking för att fira kejsarens 70-årsdag. Han lämnade Tibet med ett stort följe och överöstes med gåvor när han anlände till Peking. Han ådrog sig dock smittkoppor och avled den 2 november 1780.